# Флустра
Флустра (лат. Flustra) — род морских мшанок из семейства Flustridae отряда Cheilostomatida.

## Описание
Колониальные животные. Колония гибкая, листовидная, состоящая из плоских, многорядных роговых ячеек, расположенных на обеих поверхностях колонии. 

## Классификация
На август 2019 года в род включают 7 видов:
- Flustra anguloavicularis Kluge, 1961
- Flustra digitata Packard, 1867
- Flustra foliacea (Linnaeus, 1758)
- Flustra italica Spallanzani, 1801
- Flustra nordenskjoldi Kluge, 1929
- Flustra pedunculata (Busk, 1884)
- Flustra separata Waters, 1888